# Scopula duercki
Scopula duercki är en fjärilsart som beskrevs av Leo Andrejewitsch Sheljuzhko 1955. Scopula duercki ingår i släktet Scopula och familjen mätare. Inga underarter finns listade.